# 美鈴が丘団地
美鈴が丘団地（みすずがおかだんち）は、広島県広島市佐伯区の住宅団地。
美鈴が丘西・美鈴が丘東・美鈴が丘緑・美鈴が丘南の4町に跨って存在している。美鈴が丘西は一丁目から五丁目まであり、郵便番号は731-5114（安芸五日市郵便局管区）、美鈴が丘東は一丁目から五丁目まであり、731-5111（安芸五日市郵便局管区）、美鈴が丘緑は一丁目から三丁目まであり、731-5113（安芸五日市郵便局管区）、美鈴が丘南は一丁目から四丁目まであり、731-5112（安芸五日市郵便局管区）。当地域の人口は2015年（平成27年）3月末現在、9,978人。

## 地理
広島市中心部から西へ約7から8km、同市佐伯区の東端に位置する。四方を鈴ヶ峰・鬼ヶ城山などの山々に囲まれており、海抜100メートルから200メートルの間に位置する。団地内は平坦な地形で戸建て住宅が立ち並ぶ。団地中央部の「美鈴が丘西一丁目交差点」を取り囲むように美鈴モール商店街・フレスタ美鈴が丘店・美鈴が丘公民館・広島銀行美鈴が丘支店・美鈴が丘郵便局がある。それらの施設の西側に美鈴が丘中央公園がある。さらに公園の西側の団地西部には東から順に広島市立美鈴が丘小学校、広島市立美鈴が丘高等学校があり、高等学校の南には広島市立美鈴が丘中学校がある。

## 歴史
三井不動産中国支店により計画された団地である。開発面積は142.1ヘクタール。1986年（昭和61年）に完成した。
- 1968年(昭和43年) - 「美鈴が丘住宅地」用地の買収開始[9]
- 1974年(昭和49年) - 造成工事着工[9]
- 1977年(昭和52年) - 第一期造成工事完了[9]
- 1981年(昭和56年) 4月1日 - 五日市町立美鈴が丘小学校設立[7]
- 1985年(昭和60年) 3月20日 - 広島市との合併により、 五日市町立美鈴が丘小学校が広島市立美鈴が丘小学校と改称
- 1985年4月1日 - 広島市立美鈴が丘中学校設立
- 1987年(昭和62年) - 美鈴が丘竣工[9]
- 1988年(昭和63年) 4月 - 広島市立美鈴が丘高等学校開校

## 交通

### バス
広電バスの起点が団地内の美鈴が丘高校にあり、山田団地からのバスも団地内の各バス停に停車する。広島市中心部方面へは広島バスセンター行（路線番号52己斐経由 / 54市役所前経由）、鈴が峰住宅・商工センター方面へはアルパーク行（路線番号28）、五日市方面には五日市駅行（路線番号2）の便がある。
- 52-1,54-1号線：広島バスセンター・古江・田方方面 - 美鈴モール前 - 美鈴が丘東3丁目 - 美鈴が丘西5丁目 - 山田団地方面
- 28-1号線：アルパーク・新井口駅・鈴が峰住宅方面  - 美鈴モール前 - 美鈴が丘東3丁目 - 美鈴が丘西5丁目 - 山田団地方面
- 2-1号線：五日市駅北口・中地・高井方面 - 美鈴が丘小学校 - 美鈴モール前 - 美鈴が丘東3丁目 - 美鈴が丘西5丁目 - 山田団地方面
- 2-2号線：五日市駅北口・中地・高井方面 - 美鈴が丘高校
- 52-2,54-2号線：広島バスセンター・古江・田方方面 - 美鈴モール前 - 美鈴が丘小学校 - 美鈴が丘高校
- 28-2号線：アルパーク・新井口駅・鈴が峰住宅方面  - 美鈴モール前 - 美鈴が丘小学校 - 美鈴が丘高校
- 54-3号線：広島バスセンター・古江・田方方面 - 美鈴モール前 - 美鈴が丘小学校 - 高井・三和中学入口・彩が丘・藤の木方面
- 54-4号線：広島バスセンター・古江・田方方面 - 美鈴モール前 - 美鈴が丘小学校 - 高井・三和中学入口・彩が丘方面

### 道路
団地の東側に広島県道71号広島湯来線が走り、古田台には草津沼田道路の古田台出入口がある。団地の南東の田方には、西広島バイパスの田方出入口がある。団地の西には広島県道290号原田五日市線が走っている。